# Яглиця звичайна
Яглиця звичайна або ґер (Aegopodium podagraria L.) — багаторічна трав'яниста рослина родини окружкових (Apiaceae) заввишки 45 — 100 см. Поширена у Європі та Азії. Часто зустрічається як бур'ян у садах, парках та на городах.

## Опис рослини
Рослина з повзучим кореневищем, що рясно галузиться, тому яглиця звичайно утворює великі зарості в тінистих лісах. На початку літа з'являється порожнисте квітконосне стебло, 50—100 см заввишки, борозенчасте, голе або коротко запушене.
Листки двічі трійчасті або трійчастоперисті. Листя великі: верхні — трійчасті, нижні — двічі трійчасті. Квітки дрібні, білі, зібрані в складні парасольки. Цвіте в червні і липні дрібними білими квітками.
Плід двосім'янка — завдовжки 1—4 мм. Добрий медонос.
Рослина розростається на культурних землях і вважається бур'яном, якого важко позбутися, оскільки під землею яглиця розвиває розгалужене кореневище.

## Поширення
Характеристична рослина наших широколистяних лісів. Повсюдна в Україні, більше в дубових гаях, в Криму — дуже рідко в горах.
Росте по лісах, чагарниках, у садах, парках і на сміттєвих купах.

## Хімічний склад
Листя, стебла і квіти яглиці містять: Ефірні олії, переважно лімонен (такий же, як у лимоні), він має бактерицидні властивості, феландрен, що має фунгіцидними властивості; стероїди, азотовмісні сполуки, великі кількості вітаміну С (200 мг на свіжої рослини) та провітаміну А (каротин) до 12 мг у 100 г, мінерали: залізо, мідь, марганець, титан, бор, кальцій, магній і калій, антиоксидантні флавоноїди, сапоніни, які мають сечогінні та відхаркувальні властивості, смоли.
Корені містять вуглеводи, ефірну олію, азотовмісні сполуки, поліацетиленові сполуки (фалькаринолон, фалькаринон, фалькариндіол та ін.), фенолкарбонові кислоти, кумарини та вищі аліфатичні вуглеводи.

## Практичне використання

### Застосування в медицині
Городники вважають яглицю бур'яном, якого надзвичайно важко позбутися. Проте якраз серед них є така приказка: «Бур'ян — це рослина, властивості якої ще не досить вивчені.» З давніх-давен яглиця застосовується в народі як харчова та лікарська рослина.  Це знайшло своє відображення у польській назві цієї рослини — подагричник. Латинська назва так і перекладається: «лікуючий подагру», англійська — «подагричне зілля», За археологічними даними яглиця використовувалася для лікування захворювань суглобів ще неандертальцями. У Середньовіччі вирощувалася у монастирських садах як овочева рослина чи приправа. Активніше почала застосовуватись в медицині з кінця XIX сторіччя, коли відомий швейцарський фітотерапевт Йоган Кюнцлє (Johann Künzle) почав застосовувати яглицю для лікування різноманітних хвороб, зокрема також суглобів.
Яглиця застосовується в лікуванні подагри та артритів, іноді ішіасу. Тут має значення її сильна протизапальна дія, а також позитивний вплив на нормалізацію порушеного обміну речовин, зокрема, видалення надміру сечової кислоти. Препарати яглиці мають фунгіцидну, протизапальну, діуретичну та ранозагоювальну дію. Наявність фалькаринолу та фалькариндіолу робить яглицю важливим засобом лікування грибкових захворювань шкіри. Яглицю застосовують при бешисі та ексудативному діатезі.
Сприяє нормалізації функцій кишки, що виявляються у чергуванні проносів та закрепів, пришвидшує травлення.
Застосовується при сечокам'яній хворобі та каменях сечового міхуря. Завдяки цим різноманітним властивостям має детоксикаційний та очищувальний вплив на організм.
Спиртова настоянка яглиці сповільнює ріст золотистого стафілококу (Staphylococcus aureus) та клебсіели пневмонії (Klebsiella pneumoniae), також сповільнює ріст деяких патогенних грибів.
З яглиці роблять сік, який перешкоджає закисленню організму.

### Застосування в кулінарії
Молоді свіжі листочки застосовують у кулінарії, вони мають 90 мг вітаміну C на 100 г сирої маси. Зі свіжих весняних пагонів готують салат, додаючи молоде листя кульбаби та жерухи. Сушене зілля застосовують в якості приправи. Варять також суп, додаючи молоде листя кропиви та подорожника. У Центральній Росії весною листки яглиці додають в щі або в зелений борщ замість капусти. Це улюблена овочева рослина на Південному Уралі, в Башкирії, Татарії та Мордовії.
Черешки листя, а також молоді листя і соковиті пагони можуть заміняти капусту; їх квасять в бочках, заготовляючи про запас.
У яглиці приємний запах, і в старі часи торговці зеленню перекладали яглицею овочі для надання їм своєрідного аромату.

### Застосування в промисловості
Яглиця фарбує тканини в зелений та жовтий кольори.

## Світлини

Яглиця на узбіччі дороги
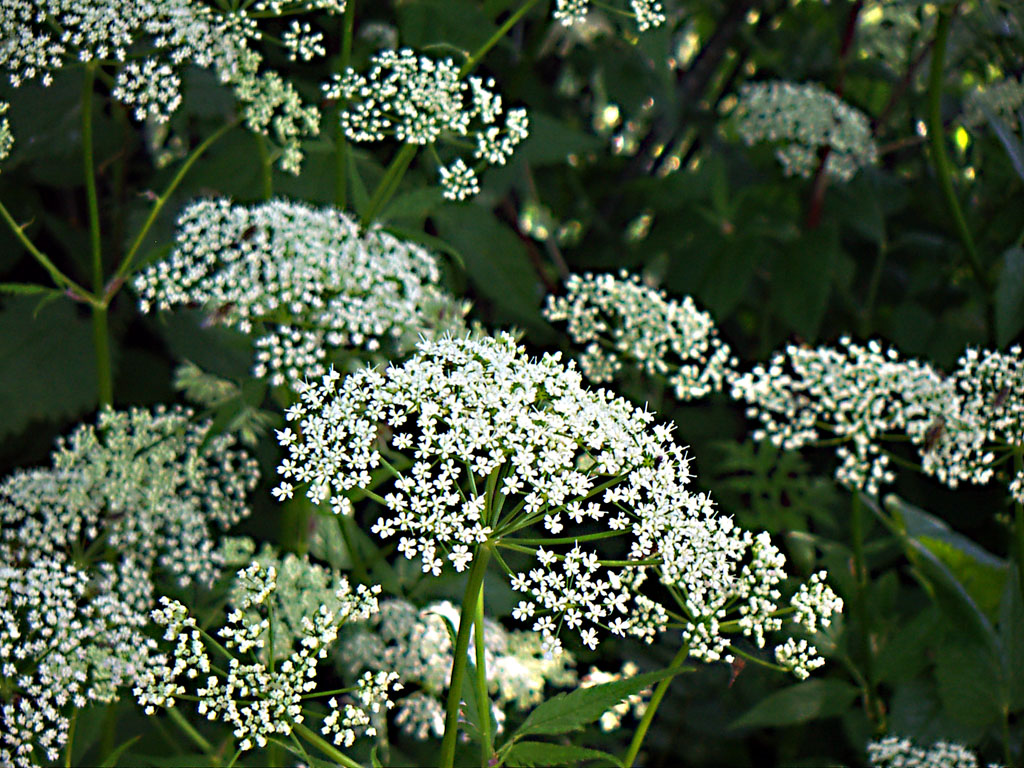
Суцвіття яглиці
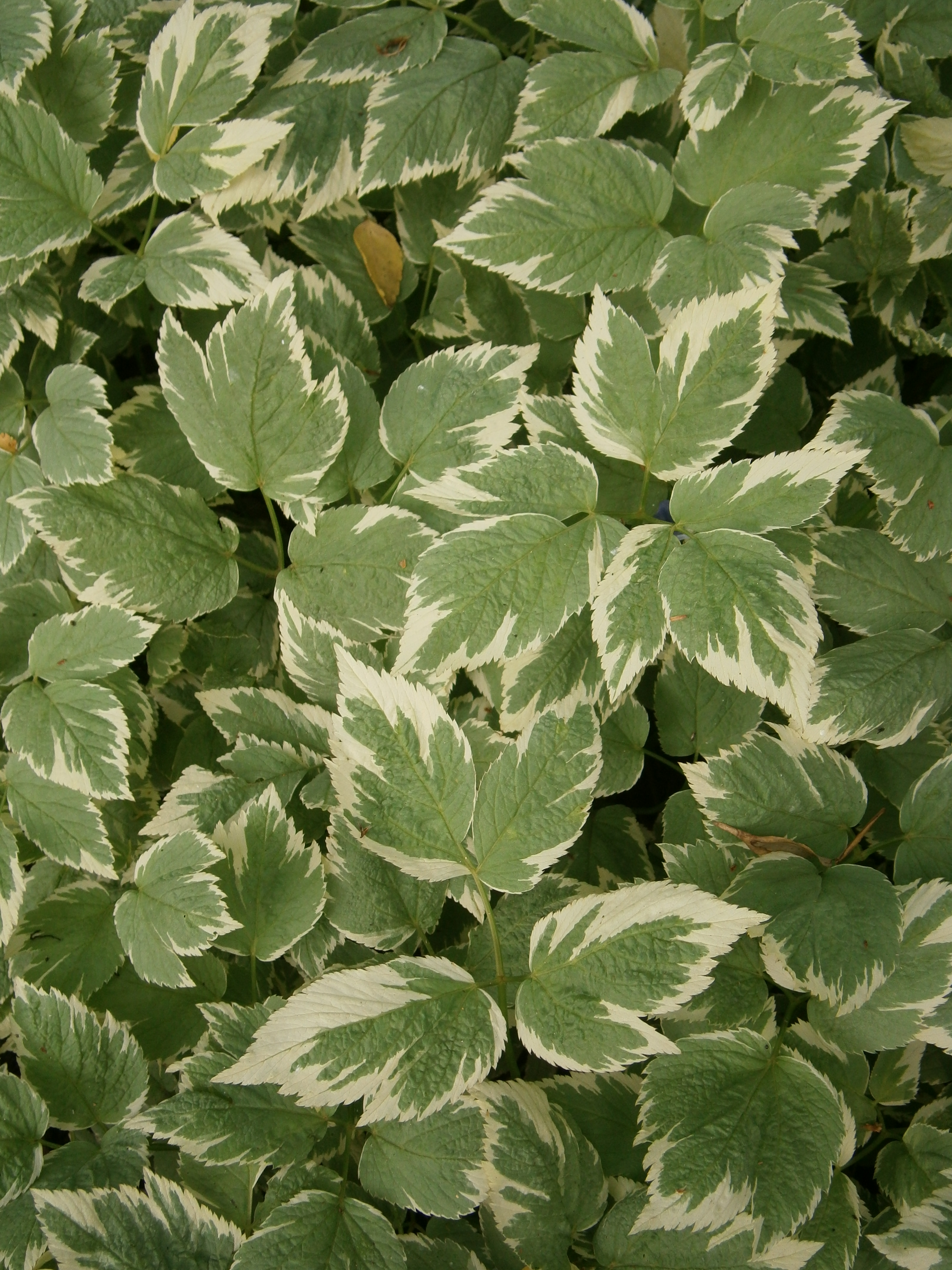
Листя декоративної форми яглиці
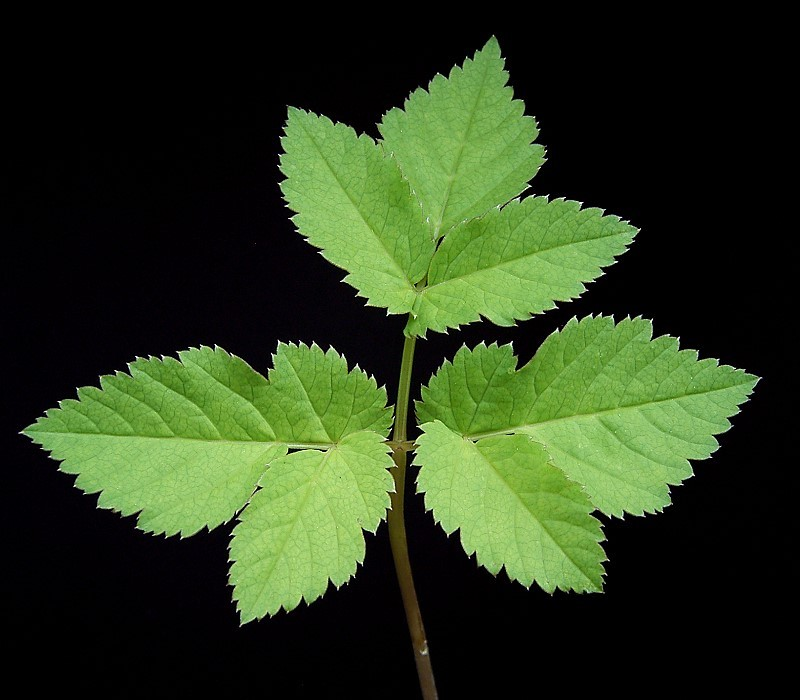
Листок яглиці